# Dívčí román
Dívčí román, někdy také román pro dívky, je literární žánr, jeden z typů románu. Jeho hrdinkou bývá obvykle mladá dívka, která se, podobně jako modelová čtenářka, vyrovnává s dospíváním. Často jsou zobrazovány milostné potíže, ale také vyrovnávání protagonistky s nečekanými a obtížnými situacemi (nová škola, rozvod rodičů, úmrtí). Jeho protikladem je chlapecký román. V moderní české tvorbě patří k výrazným autorům dívčího románu Stanislav Rudolf a Lenka Lanczová. Užívá se také označení román s dívčí hrdinkou.

## Charakteristika
Základními typy dívčího románu jsou kultivační typ, pojednávající o přerodu nezdárné, nezralé dívky ve vyrovnanou ženu, a emancipační typ, v němž zdánlivě obyčejná, plachá a podceňovaná dívka („ošklivé káčátko“) využije nadání, o kterém nevěděla, a stane se úspěšnou. Podle Dagmar Mocné je v dívčích románech, podobně jako v jiných žánrech populární literatury, kladen největší důraz na děj, objevují se náhlé zvraty a zásahy šťastné náhody či smůly. Postavy jsou často schematické a klíčovou úlohu hraje milovaný muž, jehož získání vyústí ve šťastný konec. Obliba dívčích románů vedla často k publikaci dlouhých sérií o dalších osudech protagonistky.
Vzhledem ke svému zařazení k populární, „nízké“ literatuře se dívčí román jako žánr často setkával s negativním přijetím, nebo dokonce odsouzením. Jedním z prvních kritiků byl Heinrich Wolgast, který romány hodnotil negativně z estetických i pedagogických východisek. Výrazná vlna kritiky se v českém prostředí zvedla na přelomu 30. a 40. let 20. století. František Dlouhán označil román pro dívky za „jedno z největších nebezpečí“, a to pro ideály, které údajně prosazuje – pohodlný, bezstarostný a rozmařilý život. Dívčí román byl dále odsuzován za segregaci dívčího a chlapeckého světa, za odvádění „budoucích matek“ od „skutečného života“ a za pronikání červené knihovny do dětského prostředí.
V období socialismu došlo v českém prostředí k pokusu o rehabilitaci dříve pohrdaného, komerčního žánru. Otakar Chaloupka tvrdil, že příčiny „nehodnotnosti“ a „kýčovitosti“ dívčího románu byly dány kulturními podmínkami a že české dívčí romány zejména od 60. let (počínaje Robinsonkou (1940) Marie Majerové) představují úspěšné a výchovně hodnotné texty, které již „nezkreslují životní pravdy“ a nepřinášejí „falešnou interpretaci životních hodnot“. Otakar Chaloupka se v souladu s předlistopadovým pojetím domníval, že dívčí romány jsou specifické vzhledem k odlišnostem dívek, cílových čtenářek, které podle něj „mentálně i fyzicky dříve dospívají“ a v jejich životech převažuje „citová stránka“ – uváděl nicméně, že někteří doboví autoři (Helena Šmahelová, Věra Adlová, Iva Hercíková, Valja Stýblová) byli schopni psát dívčí romány zajímavé i pro chlapecké publikum, a proto preferoval označení „román s dívčí hrdinkou“ před označením „román pro dívky“.

## Historie
Miroslava Genčiová vnímala jako předchůdce dívčích románů preromantickou (sentimentalistickou) tvorbu 18. století, v čele s Pamelou a Clarissou Samuela Richardsona, zdůrazňující důležitost povinnosti a ctnosti. V 19. století začaly vznikat didaktické příběhy určené přímo dívkám – v českém prostředí například katolický Myrrhový věneček (1828) Josefy Pedálové nebo vlastenecký Mařenčin košíček, dárek malý pro dcery české (1821) Magdaleny Dobromily Rettigové. Zábavnější a oblíbenější text předložila hraběnka Sophie de Ségur v Nehodách malé Žofie (Les Malheurs de Sophie, 1859), kterým založila tradici „růžové knihovny“.
Ve druhé polovině 19. století souvisí rozvoj dívčí literatury s pokračující emancipací žen. Součástí kánonu dívčí literatury se staly i texty z vyšších oblastí literatury, například první část románu Charlotte Brontëové Jana Eyrová (pod názvem Sirotek lowoodský). Zpracování osudů sirotka bylo neobyčejně oblíbené, k dalším příkladům patří novela Heidi, děvčátko z hor od Johanny Spyri (1881). Oblíbené bylo také vyprávění o přerodu dívky v „dokonalou mladou dámu“ v penzionátu; tento syžet vnesla do českého prostředí Eliška Krásnohorská svým zpracováním Svéhlavičky (1887).
Ve 20. století se prostředí románů přesunulo z penzionátů do gymnázií a došlo ke sblížení s milostným románem určeným dospělým čtenářkám. Hrdinkami se stávaly sextánky, septimánky a oktavánky, starší a liberálnější dívky. Po druhé světové válce došlo v českém prostředí k odmítnutí „buržoazního“ dívčího románu, s oživením s novými cíli a postupy ve druhé polovině 50. let a dál. Oblíbená byla zejména Marie Majerová s Robinsonkou (1940) a později Stanislav Rudolf s Metráčkem (1969), Kopretinami pro zámeckou paní (1973) a dalšími romány. Nakladatelství Albatros vedlo v 70. a 80. letech edici Veronika, kde vycházela česká i zahraniční tvorba pro dívky. Úspěšnými se staly Helena Šmahelová, Valja Stýblová nebo Jaromíra Kolárová s prozaickým zpracováním filmových scénářů (Holky z porcelánu, Léto s kovbojem). Po roce 1989 vstoupily do literatury další vlivné autorky jako Lenka Lanczová a Ivona Březinová. Dívčí romány se musely vyrovnávat s konkurencí v podobě televizního vysílání, zejména latinskoamerických telenovel jako Divoký anděl.